# 张廷球
张廷球（？—？），字泽臣，号澄斋，清朝政治人物。

## 生平
雍正七年（1731年）授福清知县，十三年（1735年）升任龙岩州知州。乾隆六年（1741年）接替萧侅任漳州府知府一职，乾隆八年（1743年）由周岱接任。